# Tirrenia
Der Badeort Tirrenia ist ein Ortsteil (Fraktion, italienisch frazione) von Pisa in der gleichnamigen toskanischen Provinz.

## Lage
Eingebettet im Pinienwald der Litorale Pisano und dem Ligurischem Meer (obwohl sich der Name auf Mar Tirreno bezieht), liegt Tirrenia in der Mitte der toskanischen Küste. Zwischen Marina di Pisa und Calambrone gelegen, ist Tirrenia mit seinem 10 km langen Strand ein wichtiges Ziel für den Tourismus. Insbesondere gilt dies aufgrund der zahlreichen Bars auch für junge Leute.

## Geschichte

Kirche San Francesco im Ortskern von Tirrenia

Die Stadt wurde in der Zeit des faschistischen Regimes gegründet. Benito Mussolini hat diese einst sumpfige Stadt in die, wie er es nannte, „Perle des Mittelmeers“ umgewandelt. Viele Architekten aus ganz Italien bauten Waisenzentren und Häuser für Reiche. 1932 wurde eine Bahnlinie von Pisa über Tirrenia nach Livorno eröffnet, die bis zum 15. September 1960 in Betrieb stand. In den 1930er Jahren wurde zu Propagandazwecken die Filmstadt Pisorno gebaut. Hier wurde unter anderen auch der Film Prinzessin Aschenbrödel gedreht. Die Kirche San Francesco wurde Anfang der 1950er-Jahre errichtet. In heutiger Zeit werden die von Mussolini für Waisen errichteten Kolonien wieder aufgebaut, die nach dem Zweiten Weltkrieg aufgegeben waren. Sie sollen in Zukunft für Touristen genutzt werden.
Am südlichen Ortsausgang befindet sich das Ferienzentrum für Blinde und Sehgeschädigte vom Italienischen Blinden- und Sehbehindertenverband o.n.l.u.s. (Unione Italiana dei Ciechi e degli Ipovedenti).
Jeden Dienstag findet im Ortskern an der Kirche ein großer Markt statt.
An der Straße nach Tirrenia liegt auch die Militärbasis Camp Darby.